# Węzeł (film)
Węzeł (ang. The Knot) – brytyjska komedia romantyczna z 2012 roku wyreżyserowana przez Jessego Lawrence’a. Wyprodukowana przez wytwórnię Unstoppable Entertainment, New Treatment i Beactive Entertainment.
Premiera filmu miała miejsce 5 października 2012 w Wielkiej Brytanii.

## Fabuła
Alexandra (Talulah Riley) i Jeremy (Matthew McNulty) przygotowują się do ślubu. Oboje pragną, aby była to idealna uroczystość. Niestety nie wszystko idzie zgodnie z planem. Nonszalancki drużba, znikająca druhna, wypadki samochodowe i protesty to tylko początek ich kłopotów.

## Produkcja
Zdjęcia do filmu kręcono w Londynie w Anglii w Wielkiej Brytanii.

## Obsada
Źródło: Filmweb
- Noel Clarke jako Peter
- Mena Suvari jako Sarah
- Matthew McNulty jako Jeremy
- Talulah Riley jako Alexandra
- Jason Maza jako Ralphus
- Susannah Fielding jako Julie
- Davie Fairbanks jako Jack
- Brett Goldstein jako Albert
- Louise Dylan jako Helen
- Rhoda Montemayor jako Anisha
- Juliet Oldfield jako Mandy

i inni.